# Olmos de Esgueva
Olmos de Esgueva ist ein Ort und eine Gemeinde mit nur noch 197 Einwohnern (Stand: 2024) im Osten der Provinz Valladolid in der Region Kastilien-León in Spanien. 

## Lage
Olmos de Esgueva liegt in der Iberischen Meseta am Río Esgueva gut 18 Kilometer (Fahrtstrecke) ostnordöstlich vom Stadtzentrum von Valladolid in einer Höhe von ca. 735 m. Das Klima im Winter ist kalt, im Sommer dagegen warm bis heiß; der spärliche Regen (ca. 539 mm/Jahr) fällt übers Jahr verteilt.

## Bevölkerungsentwicklung
| Jahr      | 1970 | 1981 | 1991 | 2001 | 2011 | 2021 |
| --------- | ---- | ---- | ---- | ---- | ---- | ---- |
| Einwohner | 317  | 183  | 186  | 184  | 233  | 185  |

## Sehenswürdigkeiten

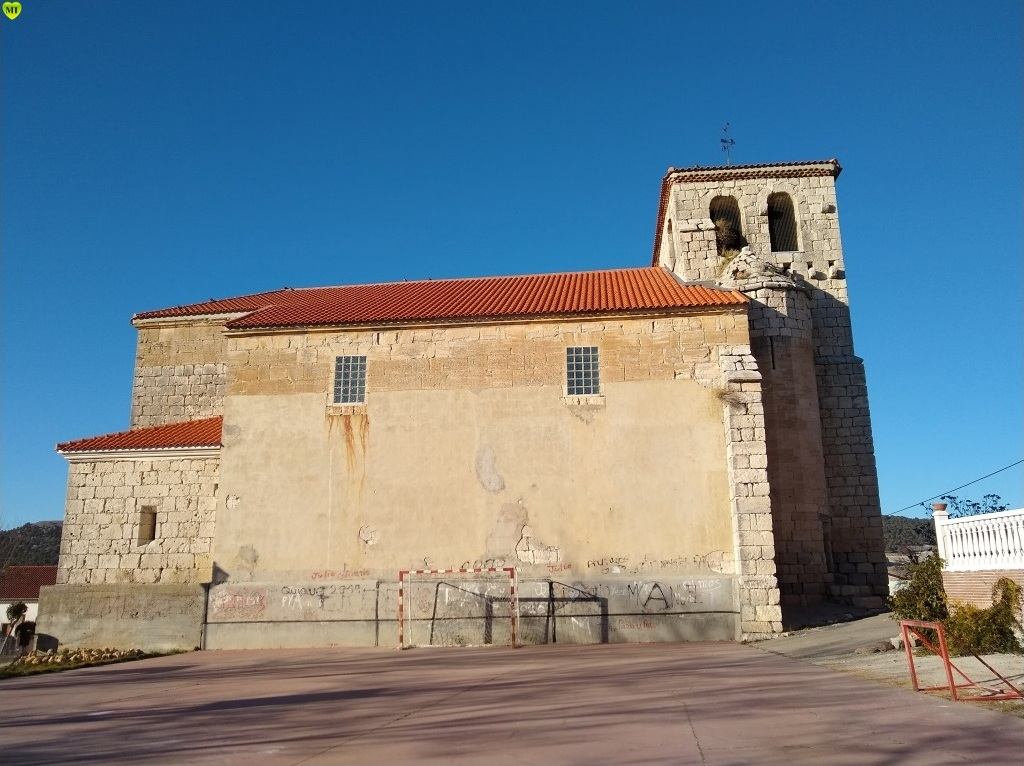
Peterskirche
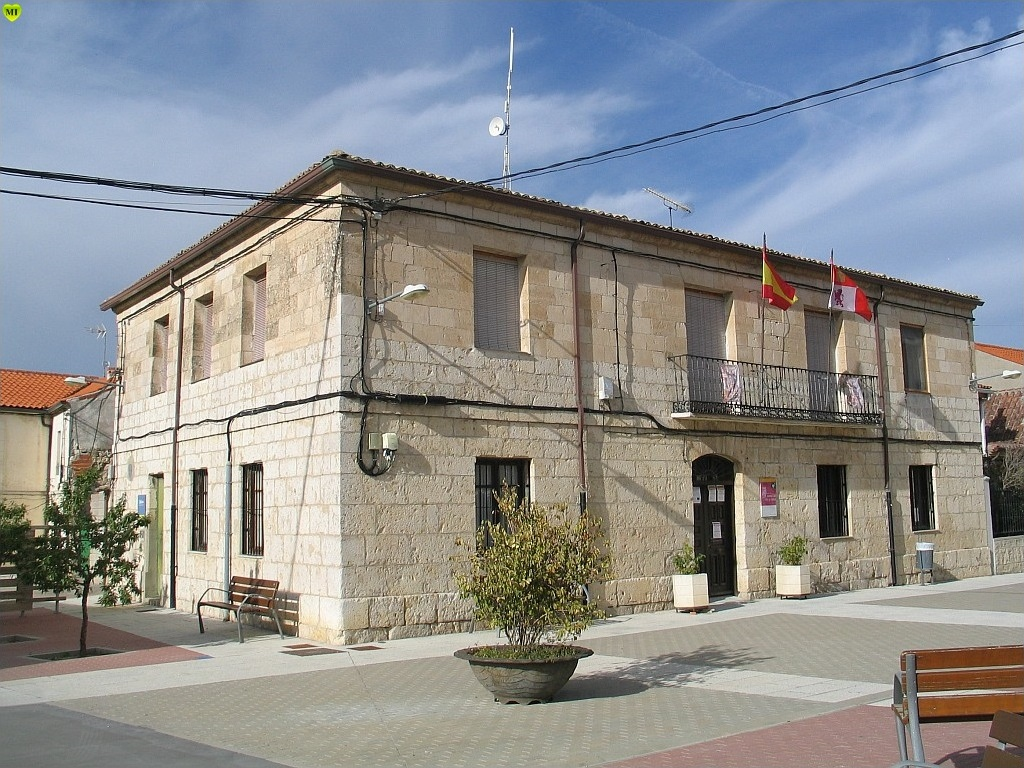
Marienkapelle

- Peterskirche
- Rathaus